# Caro Dawes
Pour les articles homonymes, voir Dawes.
Caro Dana Dawes, née Blymyer le 6 janvier 1866 à Cincinnati (Ohio) ; morte le 3 octobre 1957 à Evanston (Illinois), est l'épouse du vice-président des États-Unis, Charles Dawes, en fonction de 1925 à 1929.  
Caro Blymyer épousa Charles Dawes en 1889. Ils eurent deux enfants et en adoptèrent deux autres. Après la mort de leur fils Rufus en 1912, ils se retirèrent de la vie publique et se consacrèrent à des œuvres de charité.
En tant que deuxième dame des États-Unis, Dawes déçut l'élite mondaine de Washington, DC car elle refusait beaucoup de ses invitations. On dit cependant d'elle que « ses manières étaient douces et agréables, sa conversation cultivée et sa tenue irréprochable ».
Dawes mourut en 1957 et est enterrée auprès de son mari au cimetière de Rosehill à Chicago.